# Herrsching am Ammersee

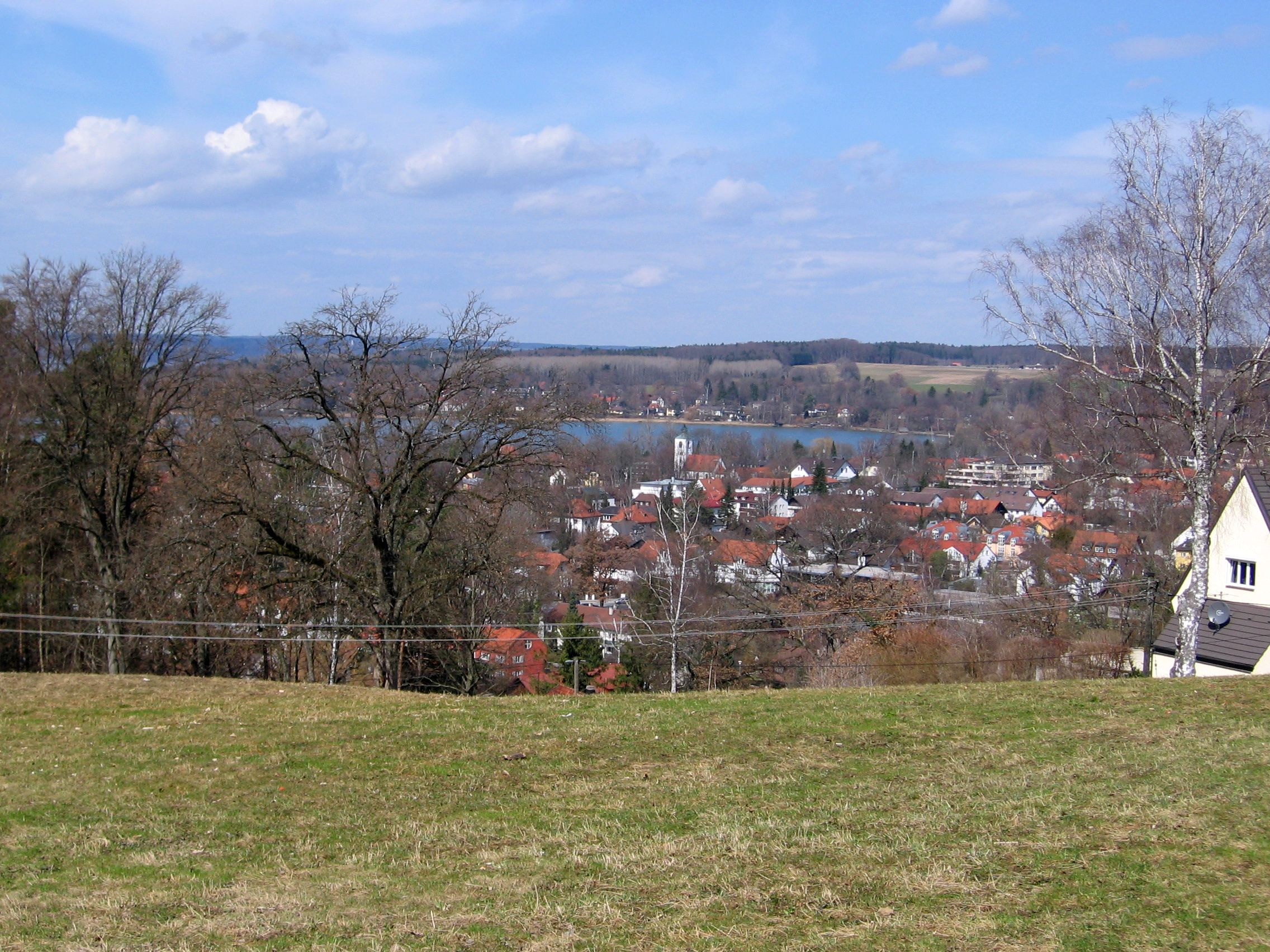
Panorama avec l'Ammersee

Herrsching am Ammersee est une commune du district de Haute-Bavière sur la rive est de l'Ammersee au sud-ouest, sur la route du Roi-Louis.
Situé à un terminus du Munich S-Bahn, la commune est très fréquentée pour les sports nautiques qu'on y pratique et comme point de départ des excursions au monastère bénédictin d'Andechs.
Herrsching est également un arrêt pour les navires à vapeur sur l'Ammersee.
Les curiosités principales sont la promenade du bord du lac (à environ dix kilomètres, le plus long en Allemagne), l'église de Kurparkschlossl (construite en 1888 par l'artiste Ludwig Scheuermann), de saint Martin, et le parc archéologique (sur l'implantation des Bajuwari, au VIIe siècle, la tribu teutonique qui a donné son nom à la Bavière).

## Histoire
Des hommes peuplaient déjà les rives de l'Ammersee à la période de Hallstatt, dans le Widdersberg actuel.
On a retrouvé les vestiges d'une chapelle du VIIe siècle lors de l'extension du cimetière. 
En 776 apparaît le nom de Herrshing à propos d'un don de la famille aristocratique Huosier au monastère de Schlehdorf. En 1098, le « Preitbrunnen » (Breitbrunn) est mentionné pour la première fois dans un document. 

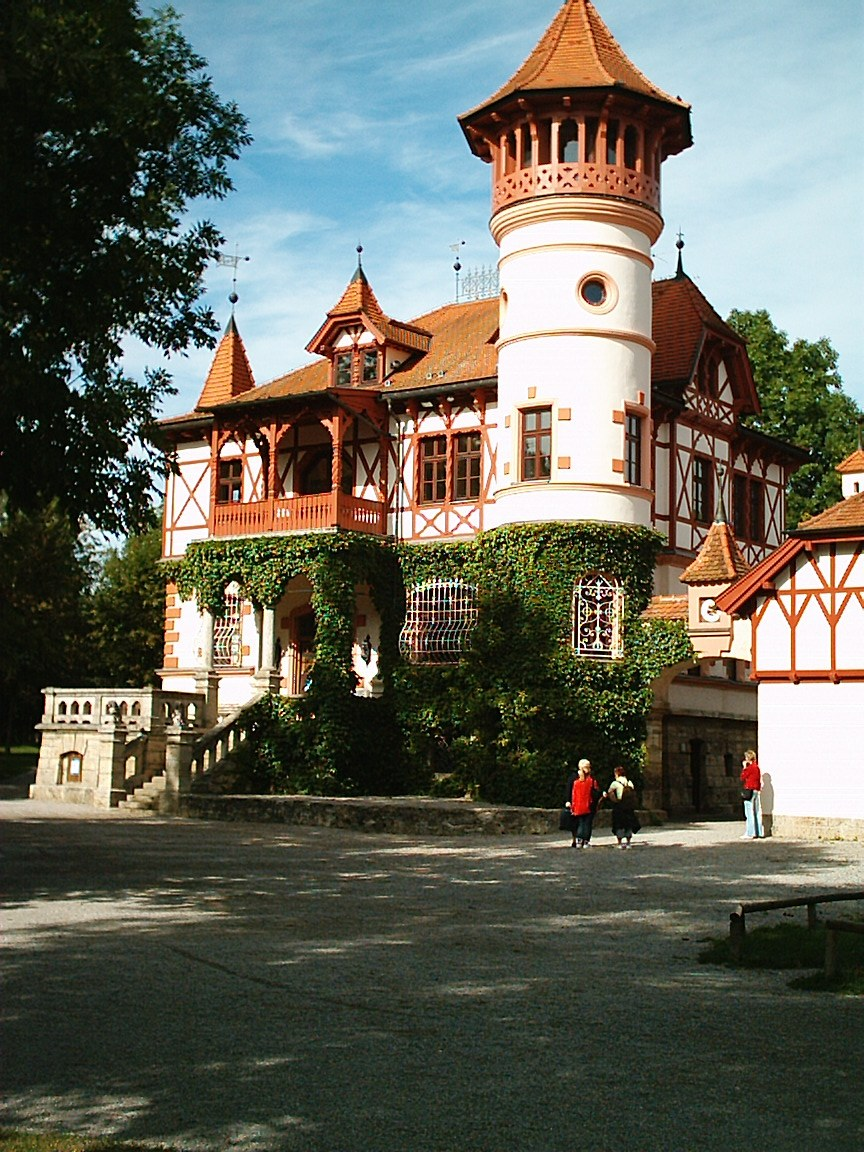
Château du parc thermal

Jusqu'au XIXe, siècle Herrshing est resté un village d'agriculteurs et de pêcheurs, avant de devenir un lieu de villégiature et d'excursion. En 1903, il est relié par chemin de fer à Munich. Aujourd'hui, des excursions d'une journée, mais aussi des séjours plus longs, représentent une source importante de revenus. 
En 1889, le peintre Ludwig Scheuermann construit un château au bord du lac et y organise en été avec ses amis des manifestations artistiques. Ce Scheuermann-Schlösschen est devenu, en 1934, une propriété communale. Il a été utilisé dans l'après-guerre comme centre pour réfugiés. Après restauration, il est aujourd'hui sous le nom de Kurparkschlösschen, un lieu culturel où se tiennent des concerts, des expositions et des réceptions de mariages. 
En 1978, Breitbrunn est incorporé à la commune. En octobre 1998, un parc archéologique accueille des tombes d'aristocrates de la Bavière ancienne, une église reconstruite et des copies d'objets découverts dans des tombes. 
La municipalité d'Herrsching a deux villes partenaires : Ravina en Italie et Chatra au Bengale occidental (Inde).

## Personnalités liées à la ville
- Roderich Fick, (1886–1955), architecte, a travaillé et vécu au "Old Mill", de 1920 à 1955
- Camilla Horn (1903–1996), actrice
- Alfred Ploetz (1860–1940), médecin
- Klaus Wennemann (1940–2000), acteur
- Katharina Schulze (née en 1985), femme politique. Elle a grandi à Herrsching.